# Ondrejovce
Ondrejovce este o comună slovacă, aflată în districtul Levice din regiunea Nitra. Localitatea se află la altitudinea de 159 m deasupra n.m., se întinde pe o suprafață de 19,61 km2 și în 2017 număra 467 de locuitori.

## Istoric
Localitatea Ondrejovce este atestată documentar din 1260.

## Demografie
| An:                | 1994 | 2004   | 2014   | 2024   |
| ------------------ | ---- | ------ | ------ | ------ |
| Număr de persoane: | 457  | 465    | 467    | 425    |
| Diferență:         |      | +1,75% | +0,43% | −8,99% |

| An:                | 2023 | 2024   |
| ------------------ | ---- | ------ |
| Număr de persoane: | 445  | 425    |
| Diferență:         |      | −4,49% |